# Daedalus

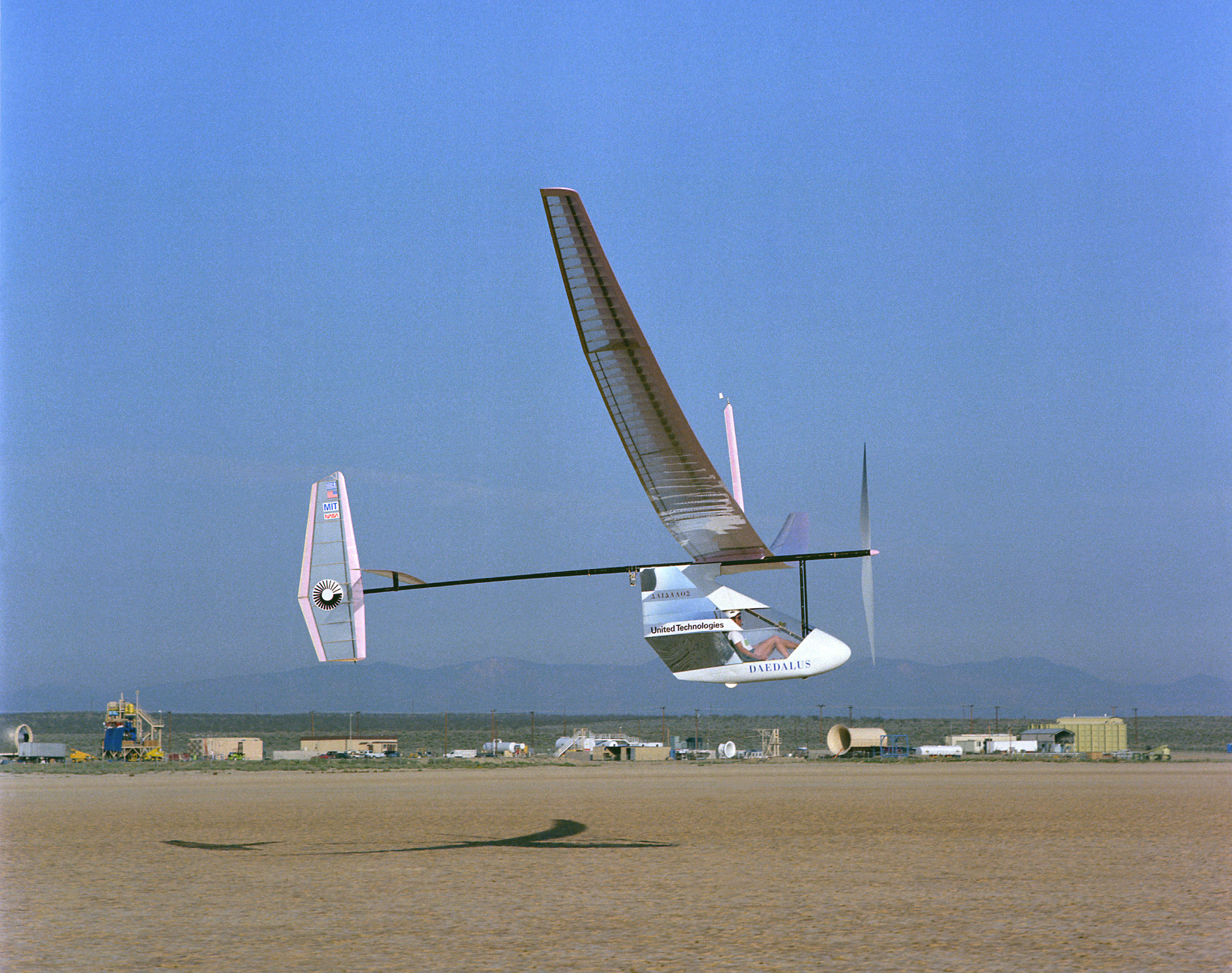
Mięśniolot Daedalus 88

Daedalus – mięśniolot wprawiany w ruch za pomocą pedałów i śmigła, skonstruowany w Massachusetts Institute of Technology.
Zbudowany z włókien węglowych (konstrukcja nośna), żywicy epoksydowej, folii poliestrowej (powierzchnie aerodynamiczne).  Konstrukcja ma zapewnić zarówno minimalizację masy własnej jak i oporów aerodynamicznych – w tym szczególnie oporu indukowanego. Z tego względu mięśniolot ma rekordowo duże wydłużenie płata. Nazwany od mitycznego Dedala.
Masa własna – 34 kg
Masa startowa – 104 kg
Rozpiętość skrzydeł – 34 m
Powierzchnia nośna – 29,98 m²
wydłużenie płata – 38,56
23 kwietnia 1988 r. grecki mistrz kolarski Kanellos Kanelopulos ustanowił na Daedalusie rekord dystansu pokonanego mięśniolotem – 115,11 km z Iraklionu na Krecie do wybrzeży Santorynu. Lot zakończył się nieudanym lądowaniem – wskutek nagłego powiewu wiatru złamało się prawe skrzydło i mięśniolot spadł z niewielkiej wysokości na wodę 7 m od brzegu.
Rekord jest aktualny po dziś dzień.